# Pelegrina
Pelegrina es una pedanía del municipio español de Sigüenza, en la provincia de Guadalajara. Está situada en la loma de un cerro, dominado por su castillo, junto al parque natural del Barranco del Río Dulce. La localidad es conocida por sus rutas de senderismo.

## Historia
La primera noticia que se tiene de Pelegrina es en el siglo XII, cuando formaba parte del obispado de Sigüenza y contaba con unos cincuenta vecinos. Tras la conquista cristiana de la zona y de la ciudad de Sigüenza, en 1124, el enclave de Pelegrina y sus alrededores fue dado por el rey Alfonso VII a los obispos de Sigüenza, que lo incorporaron al Señorío de Sigüenza, y en cuyas manos permaneció hasta la abolición de los señoríos.
En 1862, el pueblo contaba con unos 300 habitantes, que aumentaron hasta 484 en 1885. Es de trazado medieval, con calles estrechas, formado por dos barrios: el Sol, situado en la ladera sur, mirando a la garganta del río, y el barrio del Frío, que mira hacia el valle.

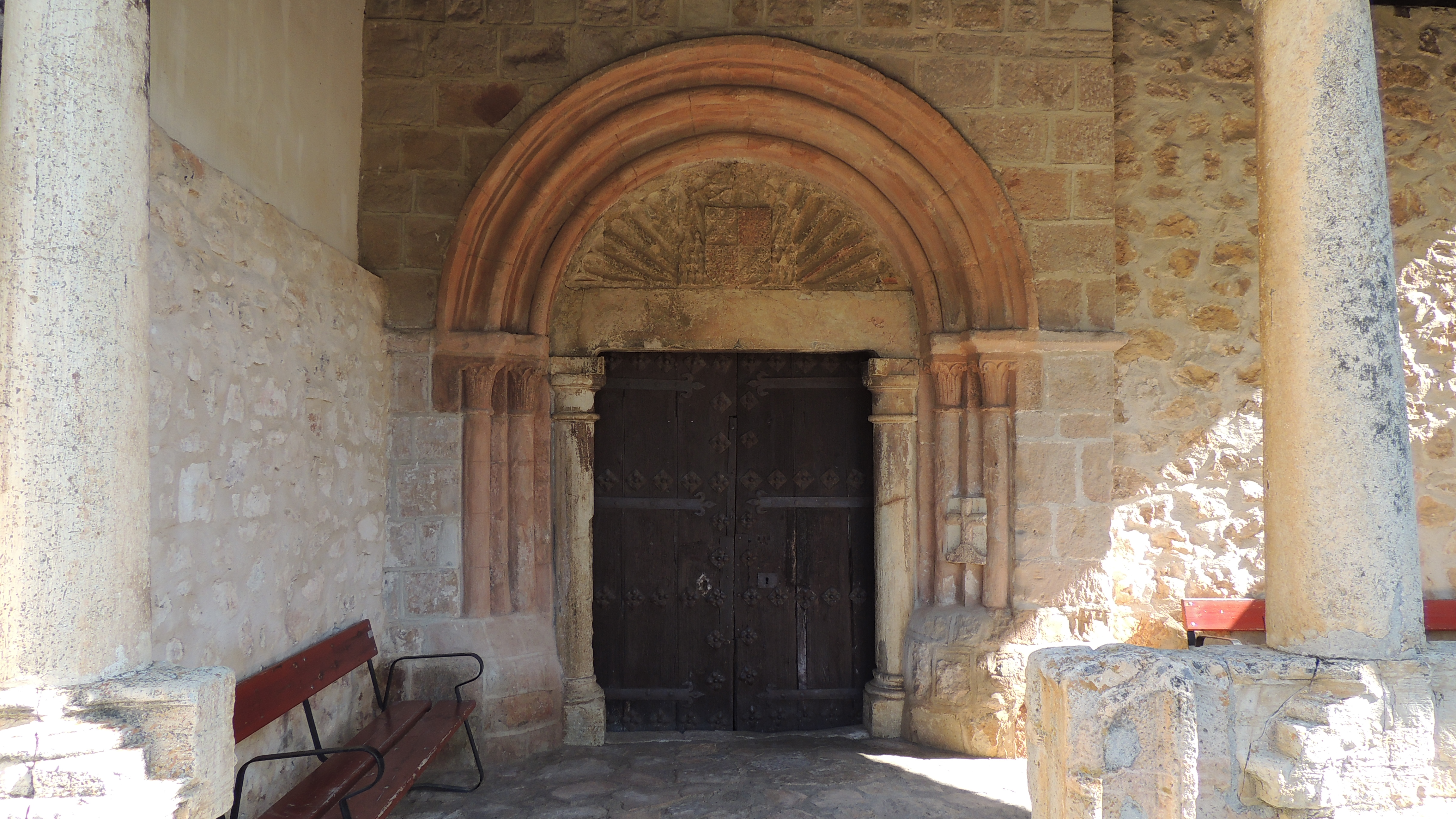
Portada de la iglesia

Pelegrina cuenta con una iglesia, de estilo románico, erigida en el centro del pueblo en el siglo XII bajo la advocación de la Santísima Trinidad y con el patrocinio de los obispos seguntinos. Dispone de un coro elevado a sus pies y de pila bautismal. De su exterior destaca la espadaña triangular, el ábside semicircular con remate de modillones en la cabecera del templo, y una portada abocinada con arquivoltas semicirculares y columnas y capiteles muy desgastados pero de sencillo aspecto románico rural. En su interior destaca el artesonado mudéjar policromado, del siglo XVI, y el retablo de la capilla mayor, hecho en talleres saguntinos hacia 1570, obra de Martín de Vandoma con pinturas de Diego Martínez.
Hacia mediados del siglo XIX, el lugar tenía contabilizada una población de 156 habitantes. La localidad aparece descrita en el decimosegundo volumen del Diccionario geográfico-estadístico-histórico de España y sus posesiones de Ultramar de Pascual Madoz de la siguiente manera:

PEREGRINA: v. con ayunt. en la prov. de Guadalajara (11 leg.), part. jud. y dióc. de Sigüenza (1), aud. terr. de Madrid, c. g. de Castilla la Nueva. sit. en alto con libre ventilacion clima sano; tiene 56 casas, la consistorial, escuela de instruccion primaria frecuentada por 27 alumnos de ambos sesos, á cargo de un maestro dotado con 700 rs.; una igl. parr. (La Sma. Trinidad) servida por un cura y un sacristan. Confina el term. con los de Barbatona, Torremocha, Sigüenza y La Cabrera: el terreno fertilizado por un arroyo es de buena calidad; comprende dos montes poblados de encina, roble y chaparro. caminos: los que dirigen á los pueblos limítrofes, todos de herradura y en mal estado. correo: se recibe y despacha en la cab. del part. prod.: trigo, cebada, avena, legumbres y frutas; leñas de combustible y carboneo, y buenos pastos, con los que se mantiene ganado lanar, algo de cabrio y las yuntas necesarias para la agricultura; hay caza de liebres y perdices y pesca de cangrejos y anguilas. ind.: la agrícola, el carboneo y un molino harinero. comercio: esportacion del sobrante de frutos á los mercados de Sigüenza, en los que se surten de los art. que faltan. pobl.: 40 vec., 156 alm. cap. prod.: 721,300 rs. imp.: 61,325. contr.: 3,250.
(Madoz, 1849, p. 809)

El municipio de Pelegrina desapareció en 1963, al ser incorporado, junto a los de Moratilla de Henares, Guijosa, Alcuneza, Palazuelos y Pozancos, al término municipal de Sigüenza.
En los años 1970 se filmaron muchos de los capítulos de la Serie Ibérica de El hombre y la Tierra por parte del naturalista español Félix Rodríguez de la Fuente, que guardaba sus materiales de filmación en una caseta emplazada en la hoz de Pelegrina, dentro del parque natural del Barranco del Río Dulce.

## Demografía
| Gráfica de evolución demográfica de Pelegrina entre 1842 y 1960 |
| |
| Población de derecho según los censos de población del INE Población de hecho según los censos de población del INEEntre el censo de 1860 y el anterior, crece el término del municipio porque incorpora a La Cabrera Entre el censo de 1970 y el anterior, este municipio desaparece porque se integra en el municipio Sigüenza |